# Clifford Campbell
Sir Clifford Campbell, né le 28 juin 1892 et mort le 28 septembre 1991, est le deuxième gouverneur général de la Jamaïque du 1er décembre 1962 au 2 mars 1973. Il est le premier gouverneur général de la Jamaïque né en Jamaïque.

## Voir Aussi
- Gouverneur général de la Jamaïque